# El Turbón Y Sierra De Sís
El Turbón Y Sierra De Sís este o arie protejată (arie de protecție specială avifaunistică — SPA) din Spania întinsă pe o suprafață de 24.396,24 ha, integral pe uscat.

## Localizare
Centrul sitului El Turbón Y Sierra De Sís este situat la coordonatele 42°23′49″N 0°35′55″E / 42.397°N 0.598696°E.

## Înființare
Situl El Turbón Y Sierra De Sís a fost declarat arie de protecție specială avifaunistică în iulie 2001 pentru a proteja 62 de specii de animale.

## Biodiversitate
Situată în ecoregiunile alpină și mediteraneană, aria protejată nu include niciun habitat protejat.
La baza desemnării sitului se află mai multe specii protejate de  păsări (62): fluierar de munte (Actitis hypoleucos), ciocârlie-de-câmp (Alauda arvensis), fâsă-de-câmp (Anthus campestris), fâsă de pădure (Anthus spinoletta), fâsă de pădure (Anthus trivialis), lăstunul mare (Apus apus), acvilă de munte (Aquila chrysaetos), buha (Bubo bubo), caprimulg (Caprimulgus europaeus), șerpar (Circaetus gallicus), porumbel gulerat (Columba palumbus), prepeliță (Coturnix coturnix), cuc (Cuculus canorus), lăstun de casă (Delichon urbica), ciocănitoare neagră (Dryocopus martius), presură galbenă (Emberiza citrinella), presură de grădină (Emberiza hortulana), măcăleandru (Erithacus rubecula), șoim călător (Falco peregrinus), șoimul rândunelelor (Falco subbuteo), cinteză (Fringilla coelebs), zăgan (Gypaetus barbatus), vulturul pleșuv sur (Gyps fulvus), acvilă pitică (Hieraaetus pennatus), rândunică (Hirundo rustica), capîntortură (Jynx torquilla), sfrâncioc roșiatic (Lanius collurio), ciocârlie de pădure (Lullula arborea), privighetoare (Luscinia megarhynchos), gaia roșie (Milvus milvus), mierlă de piatră (Monticola saxatilis), muscar sur (Muscicapa striata), vultur egiptean (Neophron percnopterus), pietrar sur (Oenanthe oenanthe), grangur (Oriolus oriolus), ciuf-pitic (Otus scops), Perdix perdix hispaniensis, viespar (Pernis apivorus), codroș de munte (Phoenicurus ochruros), pitulice de munte (Phylloscopus bonelli), pitulice de munte (Phylloscopus collybita), Prunella collaris, brumăriță de pădure (Prunella modularis), Ptyonoprogne rupestris, Pyrrhocorax pyrrhocorax, aușel sprâncenat (Regulus ignicapilla), aușel cu cap galben (Regulus regulus), sitar de pădure (Scolopax rusticola), graur (Sturnus vulgaris), silvie cu cap negru (Sylvia atricapilla), silvie de zăvoi (Sylvia borin), silvie roșcată (Sylvia cantillans), silvie de câmp (Sylvia communis), silvie de tufiș (Sylvia undata), Tachymarptis melba, Tetrao urogallus aquitanicus, fluturașul de stâncă (Tichodroma muraria), pănțărușul (Troglodytes troglodytes), sturz-cântător (Turdus philomelos), mierlă gulerată (Turdus torquatus), sturzul de vâsc (Turdus viscivorus), pupăză (Upupa epops).
Pe lângă speciile protejate, pe teritoriul sitului au mai fost identificate 15 specii de plante, 41 de specii de păsări, 5 specii de amfibieni, 6 specii de mamifere, 2 specii de nevertebrate, 3 specii de pești, 1 specie de reptile.